# Nicol Davidová
Nicol Davidová (* 26. srpna 1983 Penang) je malajsijská hráčka squashe. V letech 2006 až 2015 byla po dobu 112 měsíců ženskou světovou jedničkou v tomto sportu, což je rekord od zavedení žebříčku v roce 1983. V letech 1999 a 2001 byla juniorskou mistryní světa, dvouhru na seniorském mistrovství světa ve squashi vyhrála v letech 2005, 2006, 2008, 2009, 2010, 2011, 2012 a 2014. Vyhrála Hry Commonwealthu ve dvouhře 2010 a 2014, ve smíšené čtyřhře byla s Ong Beng Heem druhá v roce 2002 a třetí v roce 2010. Na Asijských hrách vybojovala zlaté medaile ve dvouhře v letech 1998, 2006, 2010 a 2014, v letech 2010 a 2014 přidala také titul s družstvem Malajsie. Vyhrála Světové hry v letech 2005, 2009 a 2013 a je pětinásobnou vítězkou British Open Squash Championships (2005, 2006, 2008, 2012 a 2014. Na mistrovství světa družstev ve squashi byla s týmem Malajsie druhá v roce 2014 a třetí v letech 2006, 2008, 2010 a 2012. V dosavadní kariéře vyhrála 79 turnajů a v dalších dvaceti prohrála ve finále. Women's Squash Association ji vyhlásila nejlepší hráčkou roku v letech 2006 až 2010 a v roce 2012, v roce 2007 obdržela cenu pro nejlepší sportovkyni asijského kontinentu. Za své sportovní úspěchy obdržela jako nejmladší osoba v dějinách státu Penang šlechtický titul Datuk.